# José Sanjurjo
José Sanjurjo y Sacanell (Pamplona, 28 maart 1872 – Estoril, 20 juli 1936) was een generaal in het Spaanse leger. In 1932 pleegde hij een mislukte staatsgreep tegen de Tweede Spaanse Republiek. In 1936 nam hij deel aan de Spaanse staatsgreep van juli 1936. Hij was daarvan officieel de leider, hoewel Emilio Mola de staatsgreep had georganiseerd. Deze staatsgreep vormde het begin van de Spaanse Burgeroorlog. Drie dagen na het begin van de staatsgreep kwam Sanjurjo bij een vliegtuigongeluk om het leven, waarna Francisco Franco de leiding nam over de nationalistische factie.

## Biografie
Sanjurjo diende vanaf 1896 in de Cubaanse Onafhankelijkheidsoorlog aan de kant van het Spaanse leger. Hij vocht in de Rifoorlog van 1909 en de Rifoorlog van 1920. Tijdens die laatste oorlog werd hij gepromoveerd tot luitenant-generaal. In 1928 werd hij benoemd tot chef van de Guardia Civil.
Na het aftreden van Miguel Primo de Rivera in januari 1930 benoemde koning Alfons XIII generaal Dámaso Berenguer tot premier. Dit was tegen het zere been van Sanjurjo, want hij vond zichzelf meer geschikt voor de positie. Bij de gemeentelijke verkiezingen van 12 april 1931 verloren de monarchistische partijen in de grote steden. In Madrid gingen grote aantallen mensen de straat op om te demonstreren tegen de koning. Toen Alfons XIII aan Sanjurjo vroeg of de Guardia Civil het Spaanse koningshuis zou beschermen, antwoordde Sanjurjo ontkennend. Hierna trad de koning af, omdat hij niet op de Guardia Civil kon vertrouwen. Dit leidde tot het ontstaan van de Tweede Spaanse Republiek.

### Staatsgreep van 1932
Na de val van de monarchie bleef Sanjurjo de leider van de Guardia Civil. Hij werd later aangesteld als generaal in het Spaanse republikeinse leger. Sanjurjo sympathiseerde echter met de monarchisten – voornamelijk de carlisten, want zijn vader was een carlist. Toen hij in conflict kwam met premier Manuel Azaña werd Sanjurjo vervangen door generaal Miguel Cabanellas. Hij werd in 1932 gedemoveerd tot de chef van de douane. 
Onder leiding van Sanjurjo pleegde een verbond van carlisten, legerofficieren en alfonsisten op 10 augustus 1932 een staatsgreep, uit onvrede over de militaire hervormingen en het voornemen van de regering om autonomie te verlenen aan Catalonië en Baskenland. Deze opstand, die bekend kwam te staan als de Sanjurjada, vond plaats in Sevilla en Madrid, maar werd neergeslagen. Toen Sanjurjo naar Portugal probeerde te vluchten werd hij gearresteerd. Hij werd veroordeeld tot de doodstraf, maar zijn straf werd omgezet naar levenslang. In maart 1934 kreeg hij amnestie van de regering van Lerroux, die hier toe werd gedwongen door coalitiegenoot CEDA. Na zijn amnestie ging hij in ballingschap in Estoril (Portugal).

### Staatsgreep van 1936
Sanjurjo werkte samen met generaals Emilio Mola en Francisco Franco om de republikeinse regering omver te werpen. Dit leidde tot de Spaanse staatsgreep van juli 1936, die het begin vormde van de Spaanse Burgeroorlog. Op 20 juli 1936, drie dagen na het begin van de staatsgreep, zou de 64-jarige Sanjurjo met een vliegtuig van Estoril naar Spanje worden gebracht, want hij was officieel het hoofd van de opstand. Bij de start raakte de propeller een boomtop waarna het vliegtuig verongelukte bij een mislukte noodlanding. Sanjurjo kwam hierbij om het leven. Het vliegtuig, een kleine De Havilland DH.80 Puss Moth tweezitter, kon niet snel genoeg opstijgen doordat Sanjurjo te zware bagage had meegenomen.